# Graphorkis ecalcarata
Graphorkis ecalcarata är en orkidéart som först beskrevs av Rudolf Schlechter, och fick sitt nu gällande namn av Victor Samuel Summerhayes. Graphorkis ecalcarata ingår i släktet Graphorkis och familjen orkidéer. Inga underarter finns listade i Catalogue of Life.